# Mein Mann Picasso
Mein Mann Picasso (Originaltitel: Surviving Picasso) ist eine US-amerikanische Filmbiografie aus dem Jahr 1996 über das Leben Pablo Picassos in den Jahren 1943 bis 1953 aus der Sicht seiner Lebensgefährtin Françoise Gilot. Die Regie führte James Ivory, das Drehbuch schrieb Ruth Prawer Jhabvala nach dem Buch Picasso. Ein Leben (Originaltitel: Picasso) von Arianna Stassinopoulos Huffington. Die Hauptrollen spielten Natascha McElhone und Anthony Hopkins.

## Handlung
Im Jahr 1943 besuchen die junge Malerin Françoise Gilot (1921–2023) und ihre Freundin Geneviève den gefeierten Künstler Pablo Picasso (1881–1973). Während Geneviève ihren Unterricht in Montpellier fortsetzen will, lädt Picasso Gilot ein, ihn in dieser Zeit zu besuchen. Gilot und Picasso beginnen eine Beziehung. Ihr Vater ist darüber wütend und verprügelt sie, Gilot zieht zu ihrer Großmutter.
Für die nächsten zehn Jahre ist Gilot die Lebensgefährtin Picassos, gebiert ihm zwei Kinder Claude und Paloma. Sie ist seine Muse, malt aber auch eigene Bilder. Ab und zu trifft sie die anderen Frauen, die in seinem Leben eine Rolle spielten wie Dora Maar und Marie-Thérèse Walter mit der Tochter Picassos, Maya. Jede Woche verbringt Picasso zwei Tage bei Marie-Thérèse. Sie ist die einzige Person, die Picassos Haare und Zehennägel schneiden darf. Sie werden verschlossen aufbewahrt, weil Picasso fürchtet, dass sie benutzt werden könnten, ihn mit einem Fluch zu belegen.
In anderen Szenen wird Picasso gezeigt, wie er öfters die im Vorraum wartenden Besucher hinhält und nach seinem Erscheinen die ebenfalls wartenden und dann mit ihm verhandelnden Galeristen gegeneinander ausspielt.
Gilot und Picasso ziehen in ein Haus auf dem Land. Sie trifft seine erste Frau Olga Koklowa, die er im Jahr 1917 kennenlernte und daraufhin heiratete. Gilot lädt Marie-Thérèse und ihr Kind zu sich ein, damit Maya ihre Halbgeschwister kennenlernt. Françoise bekommt von Picasso kein Geld. Sie ernährt sich und ihre Kinder zum Teil von dem Geld, das ihr ihre Großmutter gibt, und zum Teil von dem, was sie als Malerin verdient.
Anfang der 1950er Jahre fährt Picasso, seit 1944 Mitglied der Kommunistischen Partei, in das sozialistische Polen. Obwohl der Besuch nur wenige Tage dauern sollte, werden mehrere Wochen daraus. Der Sekretär von Picasso, Jaime Sabartés, schickt jeden Tag immer dasselbe Telegramm. Françoise fühlt sich verletzt, sie ohrfeigt Picasso nach seiner Rückkehr.
Gilot und Picasso besuchen Henri Matisse, die einzige Person, mit der Picasso – wie er selbst sagt – sich unterhalten kann.
Als ihre Großmutter stirbt, fährt Françoise nach Paris, um sich um den Nachlass zu kümmern. Ihr Vater hilft ihr dabei. Picasso weilt bereits einige Zeit in der Stadt; er ist wütend, als er erfährt, dass Gilot „ohne seine Erlaubnis“ nach Paris kam. Françoise wirft ihm sarkastisch entgegen, dass ihre Großmutter „ohne Erlaubnis Picassos“ gestorben sei. Sie entschließt sich, ihn zu verlassen. Picasso bricht zusammen und weint.
Gilot trifft Dora Maar, die die Picasso umgebende Atmosphäre als „vergiftet“ bezeichnet. Sie sagt daraufhin, ihr Leben ohne den Maler sei leer. Françoise wird als die einzige Frau, die nicht er, sondern die ihn, Picasso, aus eigenem Entschluss verließ, von den Medien belagert.
Gilot besucht nach einiger Zeit Picasso, der bereits eine neue Geliebte hat, Jacqueline Roque. Sie ist amüsiert, dass diese neue Frau Picasso mit Ehrerbietung anspricht. Der Maler bittet sie, reitend auf einem Pferd den Stierkampf zu eröffnen, der zu Ehren Picassos organisiert wird. Ihre Stimme aus dem Off sagt während der Szene der Feierlichkeit, dass sie „dankbar“ sei, dass Picasso ihr die Kraft gegeben habe.

## Kritiken
James Berardinelli lobte auf ReelViews die Besetzung der Rolle von Pablo Picasso mit Anthony Hopkins. Hopkins zeige die Schwächen Picassos auf eine Weise, die es ermöglicht, den Charakter zu mögen. Natascha McElhone habe ein „attraktives Gesicht“ und eine „attraktive Figur“, aber sie habe Schwierigkeiten, Emotionen darzustellen. Berardinelli lobte die Darstellung von Julianne Moore. Der Film sei „annehmbar“, aber von den früheren Filmen des Gespanns James Ivory und Ismail Merchant „weit entfernt“. Keiner der Charaktere sei „aussagekräftig“ gezeigt.
Roger Ebert schrieb in der Chicago Sun-Times vom 4. Oktober 1996, dass ein Dilemma der Filmbiografien sei, dass man leicht dem „Geschwätz“ verfallen könne, statt sich der „Kunst“ zu widmen. Viele Biografien würden vorwiegend das Privatleben der Persönlichkeiten zeigen, die die meiste Zeit ihrer Arbeit gewidmet hätten. Der Film zeige einen Pablo Picasso, der zuerst die Kunst und dann sich selbst liebe. Anthony Hopkins weise „unbeschränkte schauspielerische Möglichkeiten“ auf. McElhone sei eine schlechte Narratorin; die im Film verwendete Sprache sei „förmlich“ und „stilisiert“. Ebert lobte die Darstellungen von Joss Ackland, Joan Plowright und Julianne Moore.
Daniel M. Kimmel schrieb in der Variety vom 9. September 1996, dass der Film „relativ modern“ wirke. Er zeige durch die Sicht von Françoise, wie „Sterbliche“ einem „Genie“ begegnen können, ohne „kannibalisiert“ zu werden. Sie sei außer Henri Matisse die einzige Person in der Umgebung von Picasso, die dem Maler nicht hörig sei. Einzig sie von den fünf gezeigten Partnerinnen Picassos besitze genügend „Intelligenz“ und „Selbstsicherheit“, seiner „Brillanz“ und seinem „Charme“ zu widerstehen. Anthony Hopkins sei Picasso „aus Fleisch und Blut“ („full-blooded“). Kimmel lobte außerdem Natascha McElhone und die Nebendarsteller Joan Plowright, Peter Eyre, Diane Venora sowie Julianne Moore.

## Hintergründe
Die Dreharbeiten fanden in Frankreich statt, darunter in Paris. Die Produktionskosten betrugen ca. 16 Millionen US-Dollar. Der Film spielte in den Kinos der USA rund 2 Millionen US-Dollar ein.

## Medien

### DVD-Veröffentlichung
- Mein Mann Picasso. Warner Home Video 2006

### Soundtrack
- Richard Robbins: Surviving Picasso. Original Motion Picture Soundtrack. epic records/Sony 1996, Tonträger-Nr. 486820-2 – Original-Einspielung der Filmmusik unter der Leitung von Harry Rabinowitz